# Véronique Giuliani
Véronique Giuliani (Mercatello sul Metauro, 27 décembre 1660 - Città di Castello, 9 juillet 1727) est une mystique capucine stigmatisée et l'une des grandes représentantes italiennes de l'époque baroque de la spiritualité.

## Biographie
Véronique Giuliani naît le 27 décembre 1660 à Mercatello sul Metauro. Elle est baptisée sous le nom d’Orsola (Ursule). Cinquième et dernière enfant du couple Giuliani, famille très chrétienne, elle est très gâtée par son père et ses sœurs aînées, d'autant plus qu'elle n'a que 4 ans lorsqu'elle perd sa mère. D’un tempérament ardent, elle sait profiter de cette prédilection à son égard.
La petite fille est probablement conditionnée par la présence divine en raison des tableaux religieux qui se trouvent dans la maison ; comme dans un jeu elle parle à Jésus-Enfant et vient souvent jouer avec lui.
À l’âge de 10 ans elle fait sa première communion et à 17 ans, elle obtient de son père la permission d’entrer au couvent des clarisses capucines de Città di Castello (en Ombrie).
La période 1677-1681 constitue la première étape de sa vie religieuse. Elle prend le nom de Véronique et se consacre  malgré l’incompréhension de ses confesseurs à la vie pénitente. La période 1681-1697 est celle des grâces mystiques et, en 1688, alors âgée seulement de 28 ans, elle est nommée maîtresse des novices, charge qu’elle conserve jusqu’à la fin de sa vie. En 1694, Véronique vit l’expérience du mariage mystique. Deux ans plus tard, Jésus aurait blessé visiblement son cœur avec une flèche (cette blessure aurait saigné de manière manifeste).

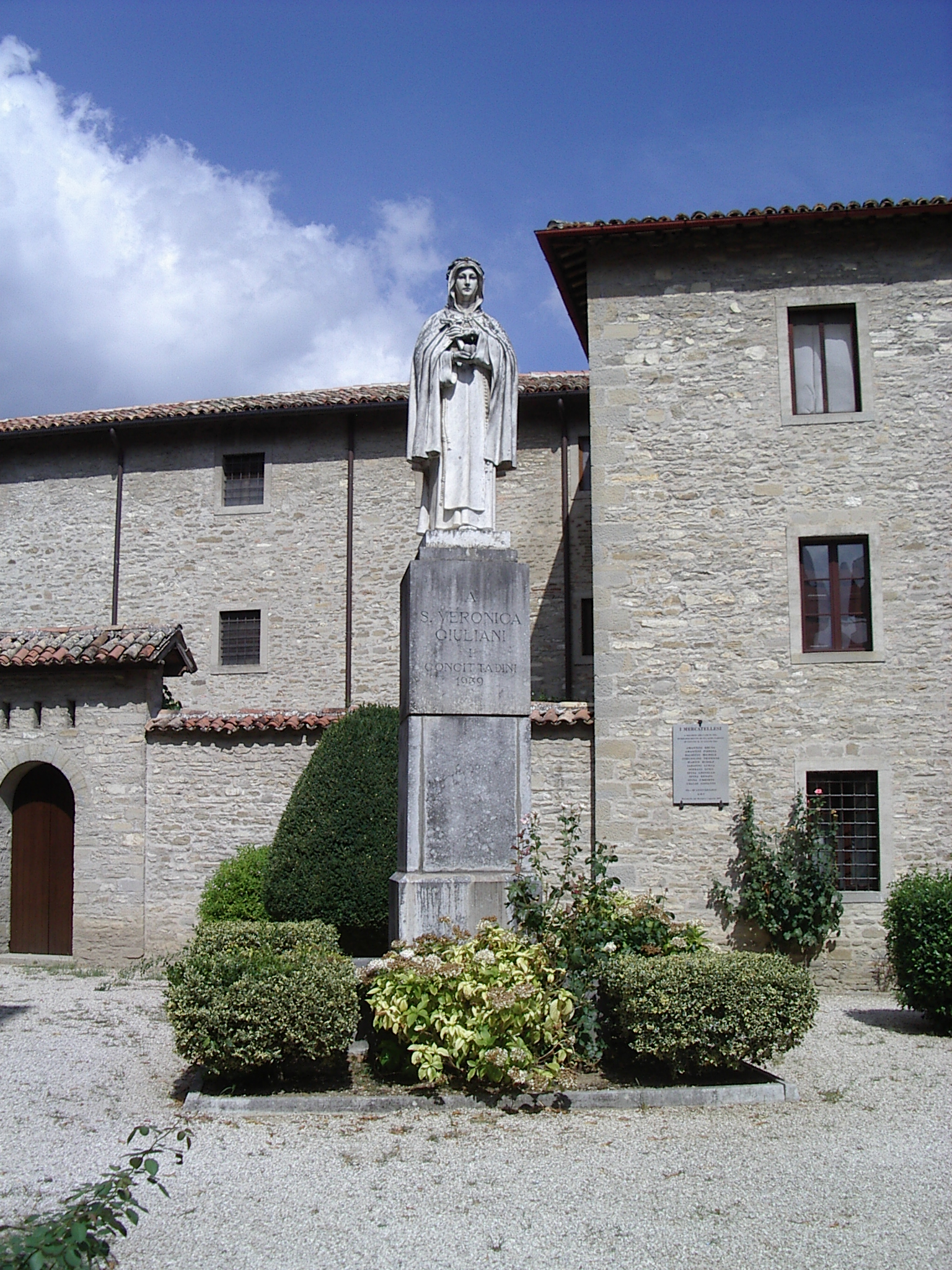
Statue de Véronique Giuliani à Mercatello sul Metauro.

Le 5 avril 1697, Véronique aurait reçu des stigmates aux mains, aux pieds et au côté. Elle écrit dans son Journal : 

« Des plaies de Jésus sortirent des traits de feu, quatre prirent l’aspect de clous, et le cinquième prit la forme d’une pointe de lance scintillante (la blessure au côté). [...] Je ressentis une terrible douleur, mais en même temps je compris clairement que je venais d’être entièrement transformée en Dieu. »

— Journal de Véronique Giuliani, Il Tesoro Nascosto (« Le Trésor caché »).
Les marques des stigmates seraient demeurées visibles pendant 3 années, correspondant à la mise sous examen de la religieuse par le Saint-Siège, d'abord sceptique mais qui finalement la rétablit dans tous ses droits. Dès lors les catholiques la considèrent comme une figure de sainteté.
La période 1697-1716 constitue une nouvelle étape de purification et de progrès spirituel lorsque la religieuse se consacre à la spiritualité de la Passion. En 1716, Véronique devient abbesse de son monastère. Elle le restera jusqu’à sa mort le 9 juillet 1727.
Ses derniers mots ont été : « L’Amour s’est laissé rencontrer ! C’est la raison de ma langueur. Dites-le à toutes : j’ai trouvé l’Amour ! ». Son évêque fait immédiatement ouvrir le procès informatif en vue de la béatification. Déjà en 1728 paraît sa première biographie. Véronique est béatifiée le 17 juin 1804, et canonisée le 26 mars 1839. L’Église la fête le 9 juillet, jour anniversaire de sa mort.
Afin d'obéir aux ordres de ses confesseurs successifs, pendant 33 ans elle rédige son Journal, Il Tesoro Nascosto. Il s’agit d’un écrit monumental qui compte 22 000 pages manuscrites. Ce texte demeure inédit jusqu’à la fin du XIXe siècle.

## Source
- (en) Cet article est partiellement ou en totalité issu de l’article de Wikipédia en anglais intitulé « Veronica Giuliani » (voir la liste des auteurs).